# Marjana Kwiatkowśka
Marjana Wasyliwna Kwiatkowśka (ukr. Мар’яна Василівна Квятковська; ur. 22 października 1987) – ukraińska zapaśniczka startująca w stylu wolnym. Zajęła 27 miejsce na mistrzostwach świata w 2010. Mistrzyni Europy w 2008. Siódma w Pucharze Świata w 2010. Mistrzyni Europy juniorów w 2007 roku.